# Liste de records du monde masculins du 1 500 mètres en patinage de vitesse
Cette page liste les records du monde masculins du 1 500 m en patinage de vitesse tels qu'ils sont reconnus par l'Union internationale de patinage.
| Ordre | Nom                 | Pays         | Temps         | Date             | Lieu           | Compétition                       |
| ----- | ------------------- | ------------ | ------------- | ---------------- | -------------- | --------------------------------- |
| 1     | Jaap Eden           | Pays-Bas     | 2 min 35 s 0  | 11 janvier 1893  | Groningue      |                                   |
| 2     | Peder Østlund       | Norvège      | 2 min 32 s 6  | 25 février 1893  | Hamar          |                                   |
| 3     | Peder Østlund       | Norvège      | 2 min 31 s 4  | 24 février 1894  | Hamar          |                                   |
| 4     | Einar Halvorsen     | Norvège      | 2 min 29 s 6  | 24 février 1894  | Hamar          |                                   |
| 5     | Peder Østlund       | Norvège      | 2 min 28 s 8  | 25 février 1894  | Hamar          |                                   |
| 6     | Jaap Eden           | Pays-Bas     | 2 min 25 s 4  | 23 février 1895  | Hamar          |                                   |
| 7     | Peder Østlund       | Norvège      | 2 min 23 s 6  | 7 février 1898   | Davos          |                                   |
| 8     | Peder Østlund       | Norvège      | 2 min 22 s 6  | 11 février 1900  | Davos          |                                   |
| 9     | Oscar Mathisen      | Norvège      | 2 min 20 s 8  | 9 février 1908   | Davos          |                                   |
| 10    | Oscar Mathisen      | Norvège      | 2 min 20 s 6  | 30 janvier 1910  | Davos          |                                   |
| 11    | Oscar Mathisen      | Norvège      | 2 min 19 s 4  | 11 janvier 1914  | Kristiania     |                                   |
| 12    | Oscar Mathisen      | Norvège      | 2 min 17 s 4  | 18 janvier 1914  | Davos          |                                   |
| 13    | Michael Staksrud    | Norvège      | 2 min 14 s 9  | 31 janvier 1937  | Davos          |                                   |
| 14    | Hans Engnestangen   | Norvège      | 2 min 13 s 8  | 29 janvier 1939  | Davos          |                                   |
| 15    | Valentin Chaikin    | URSS         | 2 min 12 s 9  | 20 janvier 1952  | Medeu          |                                   |
| 16    | Evgueni Grichine    | URSS         | 2 min 09 s 8  | 10 janvier 1955  | Medeu          |                                   |
| 17    | Yuri Mikhaylov      | URSS         | 2 min 09 s 1  | 20 janvier 1956  | Davos          |                                   |
| 18    | Evgueni Grichine    | URSS         | 2 min 08 s 6  | 30 janvier 1956  | Misurina       | Jeux olympiques                   |
| 19    | Yuri Mikhaylov      | URSS         | 2 min 08 s 6  | 30 janvier 1956  | Misurina       | Jeux olympiques                   |
| 20    | Juhani Järvinen     | Finlande     | 2 min 06 s 3  | 1er mars 1959    | Squaw Valley   |                                   |
| 21    | Ard Schenk          | Pays-Bas     | 2 min 06 s 2  | 26 janvier 1966  | Davos          |                                   |
| 22    | Ard Schenk          | Pays-Bas     | 2 min 05 s 3  | 30 janvier 1966  | Inzell         |                                   |
| 23    | Kees Verkerk        | Pays-Bas     | 2 min 03 s 9  | 26 février 1967  | Inzell         |                                   |
| 24    | Magne Thomassen     | Norvège      | 2 min 02 s 5  | 5 février 1968   | Davos          |                                   |
| 25    | Kees Verkerk        | Pays-Bas     | 2 min 02 s 0  | 9 février 1969   | Davos          |                                   |
| 26    | Kees Verkerk        | Pays-Bas     | 2 min 01 s 9  | 8 mars 1970      | Inzell         |                                   |
| 27    | Ard Schenk          | Pays-Bas     | 1 min 58 s 7  | 16 janvier 1971  | Davos          |                                   |
| 28    | Hans van Helden     | Pays-Bas     | 1 min 55 s 61 | 13 mars 1976     | Inzell         |                                   |
| 29    | Jan Egil Storholt   | Norvège      | 1 min 55 s 18 | 20 mars 1977     | Medeu          |                                   |
| 30    | Eric Heiden         | États-Unis   | 1 min 54 s 79 | 19 janvier 1980  | Davos          |                                   |
| 31    | Igor Zhelezovski    | URSS         | 1 min 54 s 26 | 26 mars 1983     | Medeu          |                                   |
| 32    | Oleg Bojyev         | URSS         | 1 min 53 s 26 | 24 mars 1984     | Medeu          |                                   |
| 33    | Nikolay Gulyayev    | URSS         | 1 min 52 s 70 | 15 février 1987  | Heerenveen     | Ch. du monde toutes épreuves 1987 |
| 34    | Igor Zhelezovski    | URSS         | 1 min 52 s 50 | 5 décembre 1987  | Calgary        |                                   |
| 35    | André Hoffmann      | East Germany | 1 min 52 s 06 | 20 février 1988  | Calgary        | Jeux olympiques                   |
| 36    | Rintje Ritsma       | Pays-Bas     | 1 min 51 s 60 | 8 janvier 1994   | Hamar          | Ch. d'Europe toutes épreuves 1994 |
| 37    | Johann Olav Koss    | Norvège      | 1 min 51 s 29 | 16 février 1994  | Hamar          | Jeux olympiques                   |
| 38    | Hiroyuki Noake      | Japon        | 1 min 50 s 61 | 2 mars 1996      | Calgary        |                                   |
| 39    | K. C. Boutiette     | États-Unis   | 1 min 50 s 09 | 15 mars 1997     | Calgary        |                                   |
| 40    | Neal Marshall       | Canada       | 1 min 50 s 05 | 16 mars 1997     | Calgary        |                                   |
| 41    | Ids Postma          | Pays-Bas     | 1 min 49 s 81 | 29 novembre 1997 | Berlin         |                                   |
| 42    | Kevin Overland      | Canada       | 1 min 49 s 07 | 29 novembre 1997 | Calgary        |                                   |
| 43    | Rintje Ritsma       | Pays-Bas     | 1 min 48 s 88 | 20 décembre 1997 | Heerenveen     |                                   |
| 44    | Ådne Søndrål        | Norvège      | 1 min 47 s 87 | 12 février 1998  | Nagano         | Jeux olympiques                   |
| 45    | Ådne Søndrål        | Norvège      | 1 min 46 s 43 | 28 mars 1998     | Calgary        |                                   |
| 46    | Jakko Jan Leeuwangh | Pays-Bas     | 1 min 45 s 56 | 29 janvier 2000  | Calgary        |                                   |
| 47    | Lee Kyou-hyuk       | South Korea  | 1 min 45 s 20 | 16 mars 2001     | Calgary        |                                   |
| 48    | Derek Parra         | États-Unis   | 1 min 43 s 95 | 19 février 2002  | Salt Lake City | Jeux olympiques                   |
| 49    | Shani Davis         | États-Unis   | 1 min 43 s 33 | 9 janvier 2005   | Salt Lake City |                                   |
| 50    | Chad Hedrick        | États-Unis   | 1 min 42 s 78 | 18 novembre 2005 | Salt Lake City |                                   |
| 51    | Shani Davis         | États-Unis   | 1 min 42 s 68 | 19 mars 2006     | Calgary        |                                   |
| 52    | Shani Davis         | États-Unis   | 1 min 42 s 32 | 4 mars 2007      | Calgary        |                                   |
| 53    | Erben Wennemars     | Pays-Bas     | 1 min 42 s 32 | 9 novembre 2007  | Salt Lake City |                                   |
| 54    | Denny Morrison      | Canada       | 1 min 42 s 01 | 14 mars 2008     | Calgary        |                                   |
| 55    | Shani Davis         | États-Unis   | 1 min 41 s 80 | 6 mars 2009      | Salt Lake City |                                   |
| 56    | Shani Davis         | États-Unis   | 1 min 41 s 04 | 11 décembre 2009 | Salt Lake City |                                   |
| 57    | Denis Yuskov        | Russie       | 1 min 41 s 02 | 9 décembre 2017  | Salt Lake City |                                   |
| 58    | Kjeld Nuis          | Pays-Bas     | 1 min 40 s 17 | 10 mars 2019     | Salt Lake City |                                   |